# 2022年康涅狄格州州務卿選舉
2022年康涅狄格州州務卿選舉將於2022年11月8日舉行，以選出下一任康涅狄格州州務卿。現任民主黨州務卿丹尼斯·梅里爾計劃在她當選的任期結束時退休，但她於6月30日辭職以照顧生病的丈夫。 州長拉曼特任命前副檢察長馬克·科勒為州務卿。科勒將於7月11日宣誓就職。他將不會成為11月大選的公職候選人。